# Li Fan (cráter)
Li Fan es un cráter de impacto de grandes proporciones del planeta Marte situado al sur del cráter Hipparchus, al suroeste de Eudoxus, al noroeste de Nansen, al norte de Millman, al noreste de Nordenskiöld y al este de Ptolemaeus, a 47.2° sur y 153.2º oeste. El impacto causó un boquete de 104.8 kilómetros de diámetro. El nombre fue aprobado en 1973 por la Unión Astronómica Internacional, en honor al astrónomo chino Li Fan (sobre el año 90).